# كارل غيير
كارل غيير (بالألمانية: Karl Geyer)‏ (24 مارس 1899 في النمسا - 21 فبراير 1998) هو مدرب كرة قدم ولاعب كرة قدم نمساوي في مركز الهجوم. شارك مع منتخب النمسا لكرة القدم. أما مع النوادي، فقد لعب مع أوستريا فيينا وWiener AC ‏.

## وصلات خارجية
- كارل غيير على موقع قاعدة بيانات كرة القدم.إي يو (الإنجليزية)
- كارل غيير على موقع ناشيونال فوتبول تيمز (الإنجليزية)
- كارل غيير على موقع عالم كرة القدم.نت (الإنجليزية)